# Репликация дисков
Репликация дисков — один из способов тиражирования CD, DVD и других видов оптических дисков, который называют также штамповкой или заводским методом. В отличие от тиражирования дисков методом дубликации, не происходит запись или копирование информации на, допустим, DVD-R или CD-R, а происходит изготовление готового диска с информацией.

## Процесс репликации
Состоит из двух частей: так называемого премастеринга, когда изготавливается заготовка для штамповки дисков, и непосредственно репликация или штамповка дисков.

### Премастеринг
На данном этапе создается металлический диск-заготовка (мастеринг), на поверхности которого имеются микробугорки, соответствующие битам информации на будущих дисках (т. н. стампер).

### Штамповка (репликация)
Далее полученную заготовку используют в пресс-формах, где отливают пластиковую основу диска с нанесенной матрицей информации, после чего на поверхность пластикового диска с матрицей информации наносят металлическое напыление, для улучшения отражающих свойств поверхности диска. После этого диск покрывается защитным лаком и на него может быть нанесено изображение.